# MediEvil 2
MediEvil 2 es un videojuego de aventuras para PlayStation. Fue lanzado en mayo de 2000 continuando la historia de MediEvil, un videojuego lanzado año y medio antes y tras el que existe una diferencia argumental de quinientos años.
Aborda la temática fantástica y de terror gótico ya presentes en el primer juego, pero el ambiente medieval se ve sustituido por el steampunk.
La aventura transcurre en el siglo XIX, cuando, tras su segunda resurrección, Sir Daniel Fortesque recorre el Londres victoriano contra un nuevo líder maligno. Repitiendo su odisea por nuevos escenarios, tendrá que volver a demostrar su habilidad e ingenio sorteando trampas, recorriendo plataformas, resolviendo rompecabezas y enfrentándose a numerosos enemigos.

## Protohistoria

### MediEvil
En 1386 el poderoso nigromante Zarok, al que se creía muerto, invadió Gallowmere con un ejército de zombis y demonios. Entre los afectados por sus resurrecciones en masa estuvo Sir Daniel Fortesque, su antiguo enemigo, al que se le había otorgado el mérito de derrotar al hechicero un siglo antes. El caballero recorre su hechizado reino sufriendo aventuras y desventuras hasta conseguir la derrota total de Zarok. Así pudo descansar en paz medio milenio más, creyendo que la magia del hechicero estaba extinta.

### Antes deMediEvil 2
En 1878, un lord inglés convence a un extravagante científico para emprender la búsqueda del Libro de hechizos de Zarok, objeto perseguido por amantes de lo arcano como ellos. Tras un duro viaje, lo encuentran en las islas Hebrides, pero el lord traiciona a su compañero y lo abandona en una situación de peligro mortal. A partir de ese momento, el traidor acumulará ambición y poder y el traicionado deseos de venganza, hasta que se suceden los acontecimientos, ocho años después.

## Argumento por niveles
Al iniciar el juego, antes de la aparición del menú principal, se emiten dos videos introductivos:
- El primero, del Gallowmere de 1386, recuerda la lucha final entre Sir Dani y Zarok, la destrucción de la guarida del nigromante y el reposo del caballero en su cripta.
- En el segundo, del Londres de 1886, se muestra en el museo de Kensington la cripta de Sir Dani y la exposición de dinosaurios. Cerca de allí, un misterioso lord desata los poderes arcanos de unas páginas de hechizos, desatando una ola de energía mágica que resucita a los muertos y desata el terror y el caos por Inglaterra.

### El museo
Afectado por la energía necromántica, el esqueleto de Sir Dani resucita por segunda vez. Nada más levantarse conoce a un joven fantasma, que le guía por la zona. Proveyéndose de las armas expuestas en las vitrinas, Sir Dani derrota a unos cuantos zombis, armaduras y fósiles y consigue llegar al recibidor del museo.

### Restos del Tiranosaurio
Antes de poder salir del edificio, a Sir Dani todavía le queda una tarea pendiente, ya que un problemático monstruo, el tiranosaurio, ha vuelto a la vida. Pese a su nombre, el fósil de dinosaurio adquiere primero la forma de un triceratops y luego la de un pterosaurio; posee además la habilidad de exhalar fuego por la boca. Pese a ello, su gran tamaño le impide atacar con efectividad, por lo que suele llamar a sus crías por telepatía, dejando vulnerable su masa encefálica.

### Kensington
Tras llegar al laboratorio y conocer al profesor, este envía a Sir Dani aquí para descubrir al causante de la oleada de energía. Consigue entrar en la casa indicada, donde encuentra un pentáculo y recoge un reloj de bolsillo. En ese momento Winston le avisa de que ocurre algo sobre el museo, y Sir Dani llega a tiempo para ver salir a dos humanoides, uno con rasgos caninos y otro parecido a un reptil, en un extraño vehículo volador, y se adentra en el museo para investigar.

### Kensington, La Tumba
Dentro de una reconstrucción de una tumba egipcia, sorteando a los momificados guardianes , Sir Dani tendrá que poner en marcha arcaicos mecanismos para lograr encontrar lo oculto en el interior.

### El Show Monstruoso
Mientras el profesor investiga sobre el reloj y Kiya, encarga a Sir Dani indagar sobre una nueva amenaza: en un centro de espectáculos circenses la situación de inestabilidad se agrava por momentos. Tras enfrentarse a variopintos peligros, Sir Dani evita la creación de un ejército de elefantes robóticos y reúne una muy necesaria cantidad de energía.

### El Observatorio de Greenwich
Tras descubrir que el artífice de lo sucedido es un ambicioso nigromante llamado lord Palethorn, Winston lo localiza aquí. Desgraciadamente, las entradas ordinarias están bloqueadas y Sir Dani tiene que hallar una alternativa cruzando el río. Para colmo de males, las aves locales se dedican a arrancarle la cabeza constantemente.

### Academia Naval de Greenwich
Una vez al otro lado del río, Sir Dani consigue poner en marcha un globo aerostático para entrar en el observatorio. Mientras, lord Palethorn y sus secuaces ponen en marcha un dispositivo para encontrar más páginas del libro de hechizos, pero Sir Dani estrella el globo contra el aparato y sus planes se ven frustrados. Iracundo, Palethorn se marcha ordenando a Mander y Dogman que acaben con el intruso.

### Los Jardines de Kew
Pese a haber perdido su máquina rastreadora, Palethorn encuentra una página del libro de hechizos, y desata su poder por los jardines. Se trata de un sortilegio que convierte a las plantas en seres agresivos y crea calabazas mutantes, capaces de reproducirse contaminando humanos. Sir Dani deberá salvar a las indefensas muestras humanas y evitar que se propague la plaga.

### Dankenstein
Enfurecido por las intromisiones en sus planes, Palethorn crea un monstruo con intención de atacar el laboratorio del profesor. Para contrarrestar la amenaza, es necesario crear un monstruo que se enfrente al atacante. Gracias a los conocimientos sobre técnicas de embalsamación de Kiya, el profesor se ve capaz de crear uno con los restos de anteriores intentos. No obstante, estos son más agresivos de lo que deberían ser las extremidades normales, así que la misión de Sir Dani consiste en reunir un cuerpo completo luchando a contrarreloj.

### El Destructor de Hierro
Pese a reunir todo el cuerpo, un accidente echa a perder la cabeza, por lo que Sir Dani tendrá que prestar la suya, asumiendo el control del monstruo. De esta forma se inicia un combate al más puro estilo de boxeo clandestino. Mientras en el cuadrilátero se desarrolla el combate, el cuerpo de Sir Dani ha de estar atento para recuperar aquellas extremidades que salgan despedidas.

### Wulfrum Hall
Después del combate, el profesor detecta dos fuentes de energía psiónica, por lo que, a regañadientes, Sir Dani debe repartirse el trabajo con Kiya. El del caballero le lleva a infiltrarse en la mansión de un aliado de Palethorn. Allí deberá derrotar a sirvientes y armaduras y exponer a los durmientes vampiros a la luz solar, única arma efectiva contra ellos. 

### El Conde
El líder de la horda de vampiros es el poderoso Conde, que menosprecia a Sir Dani al ver su desmejorada apariencia. Este le podrá demostrar su equivocación utilizando hábilmente los espejos repartidos por la oscura cámara en la que se entabla el combate.

### Whitechapel
Tras volver de su vampírica experiencia, Sir Dani descubre que se ha perdido el contacto con Kiya y se halla en paradero desconocido. Preocupado, corre hacia donde se la vio por última vez, un club nocturno, y tras disfrazarse consigue entrar. Allí Madam Jo-Jo le informa de que la egipcia había ido en busca del Destripador. Lamentablemente, cuando Sir Dani consigue llegar, antes de poder hacer nada, Destripador la hiere gravemente, y ella muere en brazos de Sir Dani.

### Las Alcantarillas
Afectado por la muerte de Kiya, Sir Dani renuncia a seguir luchando y huye por el subsuelo londinense. Allí es requerida su ayuda por parte de los Mullocks, ya que unos escurridizos monstruos han secuestrado a sus mujeres. Durante el proceso, el Contrabandista le hace entrega de un interesante folleto.

### La Máquina del Tiempo
De vuelta al laboratorio, Sir Dani presenta el folleto al profesor y este le dice que se trataba de una vieja máquina del tiempo, que él construyó pero que no terminó de funcionar. El caballero se adentra en la exposición de ciencia moderna del museo, y encuentra la máquina, que consigue hacer funcionar con apenas unos pocos arreglos.

### La Máquina del Tiempo - Las Alcantarillas
Para poder viajar libremente por el flujo del tiempo es necesaria la Piedra del Tiempo, en poder de los Mullocks de otro tiempo. Estos, contrarios a sus intenciones, encierran a Sir Dani y esconden la máquina del tiempo. Cuando consigue liberarse, noquea al Rey Mullock y le roba su vestuario y su rayo de vida, con lo que consigue recuperar la máquina disfrazándose.

### La Máquina del Tiempo - El Destripador
Ya con pleno control sobre la máquina, Sir Dani consigue llegar al momento anterior a la muerte de Kiya, y se enfrenta al Destripador. Se desarrolla un intenso combate, en el que es obligada la protección de la indefensa Kiya, el Destripador, derrotado, implora una clemencia que no le es concedida. Al finalizar, Kiya y Sir Dani comparten un momento de pasión que se ve interrumpido por la llegada del Sir Dani del pasado. Se produce una paradoja del viaje en el tiempo en la que ambos se fusionan y sus respectivos disfraces se transforman en una moderna armadura dorada.

### La Catedral
La enamorada pareja vuelve justo a tiempo para ser informada de que la lucha contra Palethorn ha llegado a un momento crítico: la última página del libro de hechizos, que se halla en la catedral. Sir Dani se dirige hacia el gigantesco templo, rezumante de energía demoníaca, para hallar las almas puras que constituyen su fuente de poder.

### La Catedral - El Descenso
Tras alcanzar una entrada en la cima de la catedral, Sir Dani desciende sin dejar de recoger almas puras. Al llegar al núcleo, se encuentra a un horrible demonio, contra quien libera  todas las almas, obteniendo la página del libro de hechizos. La dificultad llega entonces, cuando tiene que escapar de la catedral, que, sin fuente de sustento, se viene abajo.

### El Demonio
Entre las ruinas de la catedral acontece la lucha final. Lord Palethorn ofrece a Sir Dani la posibilidad de unirse a él y, ante la negativa respuesta, le roba la página. El caballero debe acabar definitivamente con Mander y Dogman antes de poder continuar. Para entonces, Palethorn logra desentrañar el hechizo e invoca a un gigantesco demonio. Durante el combate, Sir Dani vuelve la fuerza del enemigo en su contra, enfrentando el vehículo del hechicero contra el demonio, quien finalmente vuelve a su abismo infernal. El último acto del derrotado Palethorn es inmolarse en un postrero intento de acabar con su enemigo. 

### Final
En el final del juego se pueden mostrar dos secuencias de video diferentes: si no se han conseguido todos los cálices, Kiya y Sir Daniel descansan en la tumba egipcia. Pero si todos han sido recolectados, su energía hará funcionar la máquina del tiempo y podrán viajar a un paréntesis cronológico donde disfrutar de su amor, excepto porque son interrumpidos por Palethorn quien ahora posee la forma final de Zarok del final del juego anterior. Se cree que hay un error en el juego que hace que ambos finales estén invertidos. En el juego anterior se obtenía el final bueno consiguiendo todos los cálices, y el malo sin haberlos conseguido. No obstante, en esta ocasión ocurre lo contrario.

## Marco espacial y cronológico
El entorno del videojuego se basa en un lugar y tiempo reales sobre los que se desarrolla el argumento:
- La situación espacial se halla siempre en Londres, distribuyéndose entre diferentes partes de la ciudad.

- El tiempo en el que se desarrollan los acontecimientos no es exacto, pero existen ciertas fechas dadas, siendo la principal 1886, que se muestran en el video de introducción.
  - Los apuntes del profesor que se muestran en Dankenstein están fechados en el 23 de mayo de 1886 y en ellos se habla de la ayuda que le prestó Kiya; por tanto, entre el rescate de esta al final de Kensington, La Tumba y el inicio de Dankenstein transcurre esa fecha.
  - En el diario del profesor se relata como él y Palethorn encontraron el Libro de hechizos de Zarok entre enero y abril de 1878.

## Elementos argumentales externos
El argumento del videojuego mezcla elementos del anterior con diferentes elementos de la ficción e historia del Londres victoriano.

### Provenientes de Medievil
Además de los evidentes parecidos entre ambos videojuegos, en el argumento del segundo se incluyen varias similitudes esenciales: 
- se repiten varios enemigos, como los zombis o los duendecillos;
- en el museo se incluyen obras y restos relacionados con Zarok y la Galería de Héroes de Gallowmere;
- el tren de Kensington es el mismo de El Dispositivo del Tiempo;
- las manos y ratas aplastables del primer videojuego se repiten, pero las manos sirven para otro propósito.

### Personajes
Varios personajes están basados en los de otras obras o en personajes históricos, todos ellos relacionados con la época victoriana:
- El Conde está basado en Drácula, personaje de la novela homónima.
- Dankenstein está basado en el monstruo de Frankenstein, personaje de la novela homónima.
- El Destripador está basado en Jack el Destripador, y ambos asesinaron en la misma zona, Whitechapel.
- Kiya era una princesa egipcia, pero no fue consorte de Ramsés II ni estaba enterrada en Abu Simbel.
- El profesor también está inspirado parcialmente en el de Frankenstein, aunque toma elementos de la máquina del tiempo y del arquetipo de profesor chiflado y científico loco.

### Lugares
Los lugares que aparecen en el videojuego se corresponden con lugares reales: el Victoria and Albert Museum, los barrios de Kensington y Whitechapel, el Observatorio de Greenwich, el Real Jardín Botánico de Kew y una mansión llamada Wulfrum Hall, todos ellos en Londres.

## Aliados

### Profesor Hamilton Kift
Profesor especializado en lo mágico y lo oscuro con conocimientos científicos y arcanos avanzados. No es muy alto, muestra una alopecia incipiente y usa grandes gafas. En 1878 encontró junto a lord Palethorn el Libro de hechizos de Zarok, pero su socio le abandonó en la cripta en la que se hallaba, donde perdió las manos en una trampa. Consiguió hacerse con unas manos robóticas y juró venganza contra Palethorn. Ocho años después, cuando su enemigo desata la locura sobre Londres, encuentra la posibilidad, y envía a su ayudante Winston en busca de Sir Dani, ya que este venció al anterior poseedor del libro, Zarok. 
Con anterioridad había inventado una máquina del tiempo e intentado crear vida humana artificialmente.

### Kiya
Princesa egipcia, consorte de Ramsés II, cuyos resucitados restos se hallaban en la reconstrucción de su tumba de Abu Simbel en el museo de Kensington. De allí tenían órdenes de sacarla Mander y Dogman, pero no lo lograron, con lo que Sir Dani se les adelantó. Tras su liberación, se une a la resistencia contra Palethorn. Su colaboración fue vital para la creación de Dankenstein, debido a sus conocimientos sobre embalsamación. Después, decide ir a Whitechapel, donde es asesinada por el Destripador. No obstante, Sir Dani, incapaz de aceptar su muerte, viaja en el tiempo y la evita. Después de eso surge el amor pasional entre ellos, y acaban compartiendo el final. 

### Winston Chapelmount
Fantasma preadolescente al servicio del profesor. Es el primer ser al que Sir Dani se encuentra al despertar, y con quien más se va a encontrar en el exterior. Realiza las misiones de exploración y reconocimiento, donde su ayuda es inestimable.

### El Contrabandista
Embozado sujeto capaz de proveer de cualquier tipo de munición y servicios. Protagoniza el breve momento en el que entrega a Sir Dani el folleto sobre la máquina del tiempo.

### Madam Jo-Jo
Cuarentona señora que dirige un burdel en Whitechapel, cuyas chicas fueron víctimas del Destripador. Pone sobre la pista del asesino tanto a Kiya como a Sir Dani.

## Mullocks
Raza humanoide de estatura escasa y aspecto poco agraciado. Habitan en el alcantarillado de Londres. Cuando Sir Dani huyó tras la muerte de Kiya, acabó en su poblado, ayudándoles contra los monstruos que habían secuestrado a sus mujeres. Le idolatran como el gran cíclope, porque tenían una antigua estatua suya. 
En el viaje en el tiempo, intentan evitar el robo de la Piedra del Tiempo.

### Rey Mullock
Líder de su raza, que procura el bienestar de la misma; es él el que pide ayuda a Sir Dani. En el viaje en el tiempo, cura a los guerreros contra los que el caballero lucha, por lo que este puede dejarle inconsciente y robarle su vestimenta y su rayo de vida.

## Líderes enemigos

### Lord Palethorn
Caballero inglés, expulsado del círculo mágico londinense por practicar magia negra en 1877. Al año siguiente convenció al profesor para ir en busca del Libro de hechizos de Zarok, pero le traicionó en cuanto lo consiguieron. Por alguna razón, no pudo mantenerlo bajo su control y perdió gran parte de las páginas. Ocho años después, consiguió el suficiente poder para desatar el caos por Londres y comenzar la conquista del Imperio Británico. 
Sus planes fueron desbaratados sistemáticamente por su antiguo colega y Sir Dani, hasta alcanzar su propia inmolación en el último intento de acabar con el caballero. Al igual que Zarok, recurría siempre a lacayos y aliados en vez de luchar en persona; cuando es obligado a hacerlo, como último recurso, lo hace protegido por su extraña máquina voladora, que no está exenta de armas.
Su aspecto es refinado y elegante, complementado con lo que el profesor dio en llamar "pomposos modales". Pese a ello, al desatar el poder del libro, su tono de piel pasa a ser rojo vivo y sus orejas se vuelven gigantescas y puntiagudas, lo que le da un aspecto demoníaco. Una cicatriz cruza su cara desde la ceja hasta la comisura del labio, pasando por su inutilizado ojo derecho.

### Mander
Lacayo de Palethorn, humanoide con rasgos de reptil que sesea al hablar. Es extremadamente ágil y capaz de lanzar descargas de energía. 

### Dogman
Lacayo de Palethorn, humanoide con rasgos caninos. Es muy corpulento y destaca por su fuerza física, pero no demasiado inteligente, por lo que parece ser inferior en rango que Mander. 

### El Conde
Poderoso vampiro, líder de una horda de sus congéneres, que habita en Wulfrum Hall. Mantiene una alianza con Palethorn, por lo que es enemigo de Sir Dani, quien tendrá que acabar con él. Pese a su gran poder, es vulnerable a la luz solar. Muestra una gran altanería y desdeña a Sir Dani solo porque el aspecto del caballero no es demasiado impresionante.

### El Destripador
Cruel asesino de mujeres que aterrorizó Whitechapel hasta provocar que declararan el toque de queda. Parece que se alimentaba de las almas de sus víctimas; utiliza esa energía ofensivamente, volviéndose inmaterial, desplazándose a gran velocidad y lanzando ataques mágicos. Este personaje se inspira en el famoso asesino en serie Jack el destripador.
Cuando Kiya se le enfrenta, él la asesina y huye. No obstante, Sir Dani vuelve atrás en el tiempo y se enfrenta a él, sin darle cuartel.

## Modo de juego
Durante el juego hay que luchar contra los enemigos, recoger, usar o activar objetos y avanzar por diferentes escenarios. La práctica totalidad de estos requiere la utilización de llaves o diversos dispositivos, como palancas y botones, para avanzar, y contiene un grado más o menos complejo de plataformas y zonas secretas.
Los siguientes aspectos son asimismo importantes para la comprensión del juego:

## Apartado técnico

### Menú principal
Tras las secuencias de video introductorias se muestra un sencillo menú consistente en dos opciones, iniciar un juego nuevo y cargar uno previamente guardado. Si se selecciona la segunda, la vista se desplaza para mostrar las tres posibles ranuras para guardar en cada una de las dos tarjetas de memoria que se pueden insertar simultáneamente en la PlayStation.

### Menú de opciones
Menú al que se puede acceder en cualquier momento y que permite utilizar las opciones del juego:
- Al principio se muestran las de Continuar, para volver al juego; Salir del Nivel, para volver al laboratorio del profesor; y Salir, para volver al menú principal.
- En Configuración del juego se puede determinar el audio como mono o estéreo; cambiar el volumen de la música, los efectos especiales y las voces; y ajustar la pantalla al monitor.
- En Opciones de mando se pueden ver y configurar los controles y activar o desactivar la vibración.

### Indicadores de la parte superior
Durante el juego se muestran en la parte superior de la pantalla una serie de instrumentos que ayudan a mantenerse informado sobre el estado en el que se encuentra y qué necesita Sir Dani. La mayoría se oculta automáticamente cuando no sufren cambios, pero aparecen todos al abrir el menú de opciones o el inventario; asimismo, cuando se muestra una secuencia de vídeo todos desaparecen. Son, de izquierda a derecha:
- El arma que está siendo usada, la que está en el acceso rápido y el escudo, con sus respectivos indicadores numéricos de potencia o munición. Son los únicos que aparecen siempre excepto en los vídeos y en el modo mano.
- La barra de vida, con la apariencia de un líquido verde, entre un icono de la calavera de Sir Dani y el indicador numérico; sobre ella aparecen las de botellas de vida, cada una indicando hasta donde está llena. Se muestra cada vez que se pierde o recupera vida.
- El icono del cáliz y el porcentaje de él que está lleno. Se muestra cada vez que se mata a un enemigo.
- El icono de bolsa con dinero y la cantidad que se posee. Se muestra cada vez que se consigue dinero.
- Si se está en modo mano, sustituyendo o bajo el icono del dinero aparecerá el de la calavera.

### Controles
Los controles que se utilizan en el juego son los siguientes:
- El botón select sirve para acceder al inventario y el start al menú de opciones.
- Tanto los botones de dirección como el stick derecho sirven para moverse por escenarios y menús.
- Las acciones de saltar, acción / atacar y realizar ataque especial se distribuyen entre botones círculo, cuadrado y equis, y se pueden configurar en el menú de opciones.
- El botón triángulo sirve para defenderse. Combinado con los botones de dirección o el stick derecho sirve para embestir. Combinado con L1 cambia al modo mano.
- L2 y R2 giran la cámara y, si se mantienen presionados simultáneamente, activan la vista en primera persona, que se dirige con los botones de dirección o el stick derecho.
- L1 cambia de blanco al apuntar con armas a distancia. Combinado con triángulo cambia al modo mano y con cuadrado cambia de arma.
- R1, combinado con los botones de dirección o el stick derecho, sirve para desplazarse sin girar. En el modo mano, impide que la mano corra.

## El Laboratorio del Profesor
Lugar en el que se refugió el profesor y desde donde digirió su lucha contra Palethorn. Está situado en un antiguo túnel ferroviario con conexiones a varias partes de Londres y sus alcantarillas. En él abundan las máquinas e invenciones del profesor, algunas de las cuales funcionan con la energía que se recoge con Cálices. Entre estas máquinas es el proyector la más usada, aunque también se ha visto usar una especie de caja registradora para realizar cálculos y la plataforma en la que se creó al Dankenstein. Precisamente en el episodio de Dankenstein es donde se muestra la mayor parte del laboratorio, la sala donde se crea al monstruo y una parte de las alcantarillas. Posteriormente también se puede visitar la habitación del profesor, entre cuyos libros se puede leer su diario.
La zona de trabajo está en la parte central del laboratorio, y es donde se realizan la mayor parte de las tareas: en una mesa se cambian los Cálices por armas; en otra se mantienen las conversaciones con el profesor al final de cada misión; y, por último, un proyector sirve para navegar por los niveles: desde él se pueden visitar de nuevo niveles ya vistos, ir a los nuevos, escuchar las instrucciones para los que las tengan y comprobar que Cálices de han recogido. Antes de iniciar un nivel, aparece una ventana que ofrece la única oportunidad de guardar de todo el juego.

### Cálices
Según vaya Sir Dani derrotando enemigos, la energía que se desprenda de sus muertes irá llenando el Cáliz, hasta que se colme. Cuando esto suceda, se podrá recoger de donde esté escondido y, al finalizar el nivel, Sir Dani intercambiarlo por armas en El Laboratorio del Profesor; en los niveles entre los que no hay pausa el arma será entregada por Winston.

## Vida
En la cuestión de la salud de Sir Dani, ésta consiste en una barra de vida de 300 puntos, y aunque al principio solo tendrá una, luego se podrá disponer de varias acumulables mediante botellas de vida que se obtienen en sitios escondidos por los diferentes niveles.
Cuando un enemigo ataca a Sir Dani o este se daña con elementos del entorno, como cristales o fuego, o con caídas leves, se reduce una porción de la salud contenida en la botella hasta llegar a cero, momento en el que se cambia por la siguiente botella. Si Sir Dani cae en magma, agua profunda, el vacío, o desde una gran altura, la botella utilizada en ese momento, sea cual sea su contenido en salud, se pierde, y Sir Dani es transportado hasta el lugar previo a su caída. En caso de que pierda todas las botellas, el juego finaliza y vuelve al menú principal.
Las botellas vacías o medio vacías pueden ser rellenadas mediante dos diferentes métodos: ampollas de energía, que curan 225 puntos de una vez, y fuentes de vida, a las cuales puedes acudir varias veces hasta que se gasten los 600 puntos de salud que aportan; a diferencia del primer videojuego, las fuentes de vida de un nivel no se recargan al volver al mismo, por lo que son más limitadas. Los pollos asados en los que se puede convertir a los enemigos con el arma mágica pollo asado otorgan 20 puntos de vida.
Tras la lucha contra el Destripador y la paradoja del viaje en el tiempo, Sir Dani posee una moderna armadura dorada. La protección de esta coraza es de 500 puntos de vida, y el Contrabandista puede repararla. Es efectiva contra cualquier ataque, pero no contra las caídas.

## Inventario
Menú disponible durante el juego en el que se almacenan los objetos y armas que se adquieren durante el juego, y desde donde pueden ser usados. El inventario tiene tres filas de objetos: armas de corto alcance y escudos; armas de largo alcance; y otros objetos.

### Armas
Las armas son un elemento indispensable dado el número de luchas que se producen a lo largo del juego. Sir Dani puede llevar un escudo y un arma simultáneamente, excepto en el caso del trabuco y el revólver, que ocupan las dos manos.
Los escudos se encuentran en cofres repartidos por los diferentes escenarios, pero mientras que los de bronce y plata se recargan volviendo a recogerlos, para recargar el de oro es necesario alquilar este servicio al Contrabandista. La protección de escudos equivale a 150, 250 y 400 puntos de salud, respectivamente.
Las armas ofensivas se listan en la siguiente tabla:
| Número de Cáliz | Nivel                                     | Arma              | Munición inicial | Coste (Uds. x monedas) |
| --------------- | ----------------------------------------- | ----------------- | ---------------- | ---------------------- |
|                 | El Museo                                  | Brazo de Sir Dani |                  |                        |
|                 | El Museo                                  | Espada pequeña    |                  |                        |
|                 | El Museo                                  | Pistola           | 100/200          | 25 x 30                |
|                 | El Museo                                  | Antorcha          |                  |                        |
| 1º              | El Museo                                  | Bastón            |                  |                        |
| 2º              | Kensington                                | Martillo          |                  |                        |
| 3º              | El Show Monstruoso                        | Arco              | 150/200          | 50 x 50                |
|                 | El Show Monstruoso                        | Muslo de pollo    | 10               |                        |
| 4º              | El Observatorio de Greenwich              | Hacha             |                  |                        |
| 5º              | Los Jardines de Kew                       | Bombas            | 20/30            | 10 x 100               |
| 6º              | Dankenstein                               | Espada ancha      | 0%               | 100% x 100             |
| 7º              | Wulfrum Hall                              | Rayo              | 100%             |                        |
|                 | Whitechapel                               | Arco de fuego     | 100/200          | 50 x 80                |
| 8º              | Whitechapel                               | Trabuco           | 75/200           | 30 x 50                |
| 9º              | Las Alcantarillas                         | Espada mágica     |                  |                        |
|                 | La Máquina del Tiempo - Las Alcantarillas | Rayo de vida      |                  |                        |
| 10º             | La Máquina del Tiempo - El Destripador    | Revólver          | 300/999          | 50 x 40                |

### Llaves
Las llaves están distribuidas estratégicamente por los escenarios, y son imprescindibles para su superación. En ocasiones se hallan en posesión de enemigos, por lo que para conseguirlas es necesario derrotarlos primero. Son muy similares a las runas del primer videojuego.

### Antorcha
La antorcha es uno de los objetos más útiles y usados. Se encuentra expuesta en el museo, donde es indispensable para avanzar, por lo que a partir de entonces acompaña a Sir Dani. Además de poder prender fuego e iluminar, puede utilizarse para quemar a los enemigos. Posee un gran parecido con la porra del primer videojuego.

### Libro de hechizos de Zarok
El libro de hechizos de Zarok es un compendio de sabiduría mágica cuyas páginas atesoran un inmenso poder necromántico. Como su nombre indica, perteneció al hechicero Zarok y en él está plasmada la huella de su maldad. Tras la muerte del nigromante, fue sellado en una cripta en las islas Hebrides.
Fue encontrado por lord Palethorn, quien no pudo controlarlo completamente; pese a ello, fue ganando poder y recopilando sus páginas. Intentó buscarlas utilizando el observatorio de Greenwich, pero solo pudo encontrar una antes de que Sir Dani destruyera su artefacto rastreador. 
Finalmente, Sir Dani encontró la última página y Palethorn se la arrebató, utilizando el libro para invocar a un demonio. Después de ser derrotado, se inmolo en una explosión, por lo que es probable que el libro se destruyera con él.

### Piedra del Tiempo
La Piedra del Tiempo es una poderosa gema mágica que se necesita para controlar los viajes en el tiempo. Sir Dani se ve obligado a buscarla en las alcantarillas de otro tiempo, robándosela a los Mullocks.

### Otros objetos
- Tras recoger el cáliz de un nivel, este aparece en el inventario.
- Después de que a Sir Dani le arrancaran la cabeza en el observatorio de Greenwich, esta está disponible en el inventario para poder ser usada tanto en el modo mano como en algunos sitios estratégicos.

- En el museo es necesario cargar y utilizar un cañón para despejar el camino.
- El objetivo de la misión en Kensington es encontrar el reloj de bolsillo de Palethorn para que el profesor pudiera identificarlo.
- En la tumba de Kensington hay que utilizar diferentes reliquias egipcias para liberar a Kiya.
- En la Academia Naval de Greenwich es necesario conseguir un fuelle para que el globo aerostático funcione adecuadamente.
- En los jardines de Kew se puede obtener un antídoto de los restos de las calabazas mutantes con el que curar a los infectados por ellas. También es necesario utilizar varias válvulas de riego.
- Tanto en la creación de Dankenstein como en la lucha contra el Destructor de Hierro se deben recoger las extremidades para completar al monstruo.
- En Whitechapel es necesario conseguir un disfraz completo para entrar en el club nocturno.
- En las alcantarillas se puede encontrar el folleto que anuncia la máquina del tiempo, y que pone a Sir Dani sobre su pista.
- En la reparación de máquina del tiempo se ha de buscar en el museo las piezas de la misma.
- En la segunda visita a las alcantarillas hay que robar al Rey Mullock su traje y su rayo de vida para poder llegar a la lucha contra el Destripador.
- En la catedral es necesario recolectar la almas que la sustentan.

## Modo mano
Después de que arrancaran la cabeza de Sir Dani en el observatorio de Greenwich, y de que esta sea utilizada para dirigir al Dankenstein, el el profesor y Winston ofrecen instrucciones sobre como utilizarla, ya que es necesaria para entrar en Wulfrum Hall.
La cabeza está disponible en el inventario y se puede usar sobre las manos de zombis que se encuentren repartidos por los diferentes escenarios. Se crea entonces un ser con la cabeza de Sir Dani sobre la mano de zombi, cuyo control es intercambiable con el resto del cuerpo del caballero. Después el cuerpo y la cabeza pueden volver a unirse si se encuentran en el mismo sitio.
Estando en el modo mano las acciones son muy limitadas, ya que no se pueden usar armas y el único objeto del inventario es la cabeza. No obstante, se pueden recoger objetos y oro que se unirán a los que ya se posean al regresar al cuerpo. También se puede usar la embestida y saltar, y, como la barra de vida es compartida, que se curen el cuerpo o la cabeza afecta a ambos.

## Otros elementos
- Para ayudar al jugador, en todos los niveles existen atriles con libros o sitios desde donde hablar con Winston que le guiaran, proporcionándole desde información sobre el modo de juego, objetos o lugares hasta comentarios en clave de humor.
- Existen bolsas y cofres de dinero repartidos por los niveles; asimismo, siempre que Sir Dani aplaste ratas con el martillo, se le reportara una pequeña cantidad de dinero; todo ello se sumara a un contador y podrá ser intercambiado con el Contrabandista por munición o recarga de armas, escudo y armadura.
- En todos los niveles pueden encontrarse baúles que contienen escudos y objetos varios. Si sobre el baúl aparece pintada una calavera, al abrirlo producirá una explosión que dañara gravemente a los enemigos, pero no a Sir Dani.

## Recepción
MediEvil obtuvo críticas positivas de la crítica especializada.